# Franken-Express
| Franken-Express bei Markt Bibart zwischen Nürnberg und Würzburg |                |                         |                         |
| Streckenlänge: | 102 km         |                         |                         |
| Streckengeschwindigkeit: | 160 km/h       |                         |                         |
| |                |                         |                         |
| Verlauf |                |                         |                         |
| \| \| 0 min. 000 km \| Nürnberg Hbf \| Nürnberg Hbf \| \| \| 8 min. 008 km \| Fürth (Bay) Hbf \| Fürth (Bay) Hbf \| \| \| 14 min. 017 km \| Siegelsdorf \| Siegelsdorf \| \| \| 22 min. 031 km \| Emskirchen \| Emskirchen \| \| \| 29 min. 041 km \| Neustadt (Aisch) Bf \| Neustadt (Aisch) Bf \| \| \| 37 min. 056 km \| Markt Bibart \| Markt Bibart \| \| \| 46 min. 070 km \| Iphofen \| Iphofen \| \| \| 52 min. 079 km \| Kitzingen \| Kitzingen \| \| \| 56 min. 084 km \| Buchbrunn-Mainstockheim \| Buchbrunn-Mainstockheim \| \| \| 66 min. 088 km \| Dettelbach Bf \| Dettelbach Bf \| \| \| 66 min. 094 km \| Rottendorf Bf \| Rottendorf Bf \| \| \| 73 min. 102 km \| Würzburg Hbf \| Würzburg Hbf \| |                |                         |                         |
| Kopfbahnhof Streckenanfang | 0 min. 000 km  | Nürnberg Hbf            | Nürnberg Hbf            |
| Bahnhof | 8 min. 008 km  | Fürth (Bay) Hbf         | Fürth (Bay) Hbf         |
| Bahnhof | 14 min. 017 km | Siegelsdorf             | Siegelsdorf             |
| Bahnhof | 22 min. 031 km | Emskirchen              | Emskirchen              |
| Bahnhof | 29 min. 041 km | Neustadt (Aisch) Bf     | Neustadt (Aisch) Bf     |
| Bahnhof | 37 min. 056 km | Markt Bibart            | Markt Bibart            |
| Bahnhof | 46 min. 070 km | Iphofen                 | Iphofen                 |
| Bahnhof | 52 min. 079 km | Kitzingen               | Kitzingen               |
| Bahnhof | 56 min. 084 km | Buchbrunn-Mainstockheim | Buchbrunn-Mainstockheim |
| Bahnhof | 66 min. 088 km | Dettelbach Bf           | Dettelbach Bf           |
| Bahnhof | 66 min. 094 km | Rottendorf Bf           | Rottendorf Bf           |
| Kopfbahnhof Streckenende | 73 min. 102 km | Würzburg Hbf            | Würzburg Hbf            |

Franken-Express war die Bezeichnung für eine Regional-Express-Linie der Deutschen Bahn, die zwischen Nürnberg und Würzburg verkehrte und somit die beiden größten Städte Frankens miteinander verband. Der Begriff Franken-Express wurde zum Sommerfahrplan 2001 mit der Einführung der durchgehenden Verbindungen zwischen Nürnberg und Frankfurt am Main etabliert.
Zum Fahrplanwechsel 2010 wurde der Franken-Express in die Mainfrankenbahn restrukturiert.
Auf der gesamten Strecke war an allen Wochentagen von 6 bis 19 Uhr ein – abgesehen von einigen Abweichungen im Minutenbereich – exakter Stundentakt angeboten, der durch einen zusätzlichen Verstärkerzug am Nachmittag ergänzt wurde. Die Züge verließen den Nürnberger Hauptbahnhof immer kurz nach der vollen Stunde (z. B. 08:05, 09:05 usw.) und kamen nach rund siebzigminütiger Reisezeit in Würzburg an (z. B. 09:18, 10:18 usw.). In der Gegenrichtung verließen die Züge den Würzburger Hauptbahnhof kurz nach der halben Stunde (z. B. 09:41, 10:41 usw.) und erreichten kurz vor der vollen Stunde (z. B. 10:55, 11:55 usw.) Nürnberg. Der Franken-Express hatte mit dieser Fahrplanlage sowohl in Nürnberg als auch in Würzburg Anschluss und war somit eine Zu- bzw. Abbringerfunktion für den Fernverkehr. Einzelne Züge in Tagesrandlagen bedienten die Stationen Emskirchen, Buchbrunn-Mainstockheim und Dettelbach Bahnhof nicht, wodurch sich die Fahrtzeit um wenige Minuten verkürzte.

## Hintergrund
Bis zum 9. Dezember 2006 verkehrte der Franken-Express durchgehend von Nürnberg über Würzburg, Aschaffenburg und Hanau nach Frankfurt am Main. Zum Fahrplanjahr 2007, das am 10. Dezember 2006 begann, wurde der Verlauf jedoch auf den Abschnitt Nürnberg–Würzburg verkürzt und der westliche Linienast bis Frankfurt von einer weiteren Regional-Express-Linie übernommen. Damit wurde eine der bei der Einführung des Franken-Expresses erfolgten Neuerungen wieder aufgegeben. In Würzburg bestehen aber weiterhin fast immer bahnsteiggleiche Umsteigebeziehungen, die aber aufgrund von Verspätungen nicht immer erreicht werden.
Der Franken-Express bewältigt die rund 100 Kilometer lange Strecke mit 73 Minuten Reisezeit recht schnell. Dennoch wird das Potenzial, das die teilweise für Geschwindigkeiten von bis zu 200 km/h ausgebaute Bahnstrecke Fürth–Würzburg bietet, nicht voll ausgenutzt, da zwischen Neustadt (Aisch) und Würzburg in der Regel alle Stationen bedient werden. Bei Verzicht auf die Halte in Emskirchen, Buchbrunn-Mainstockheim, Dettelbach Bahnhof und Rottendorf sowie dem Einsatz von leistungsfähigeren Fahrzeugen ließe sich die Reisezeit nochmals verkürzen.
Vor einigen Jahren sollten für den Franken-Express neue Doppelstockwagen beschafft werden, wie sie seit Dezember 2005 beispielsweise zwischen Nürnberg und Schweinfurt laufen, die planmäßige Höchstgeschwindigkeit auf 160 km/h erhöht werden und die Züge über die neue Schnellfahrstrecke Nürnberg–Ingolstadt geführt werden. Diese Pläne wurden jedoch wieder verworfen.
Am 7. Juni 2006 wurde der Betrieb der Regionalverkehrszüge auf den elektrifizierten Strecken um Würzburg, zu denen auch der Franken-Express zählt, von der Bayerischen Eisenbahngesellschaft europaweit ausgeschrieben. In den Ausschreibungsbedingungen war unter anderem der Einsatz von neuen, bis zu 160 km/h schnellen Fahrzeugen enthalten. Außerdem werden pro Jahr rund 132.000 zusätzliche Zugkilometer bestellt, so dass Taktlücken geschlossen und durchgehender Stundentakt bis Mitternacht angeboten werden kann. Am 9. Februar 2007 wurde der Zuschlag für das so genannte „E-Netz Würzburg“ der DB Regio Bayern erteilt, sodass diese auch nach 2009 den Franken-Express betreibt. Zum Einsatz kommen elektrische Triebzüge des Typs Alstom Coradia Continental, von denen acht Fahrzeuge auf der Bahnstrecke Fürth–Würzburg verkehren.

## Fahrzeuge

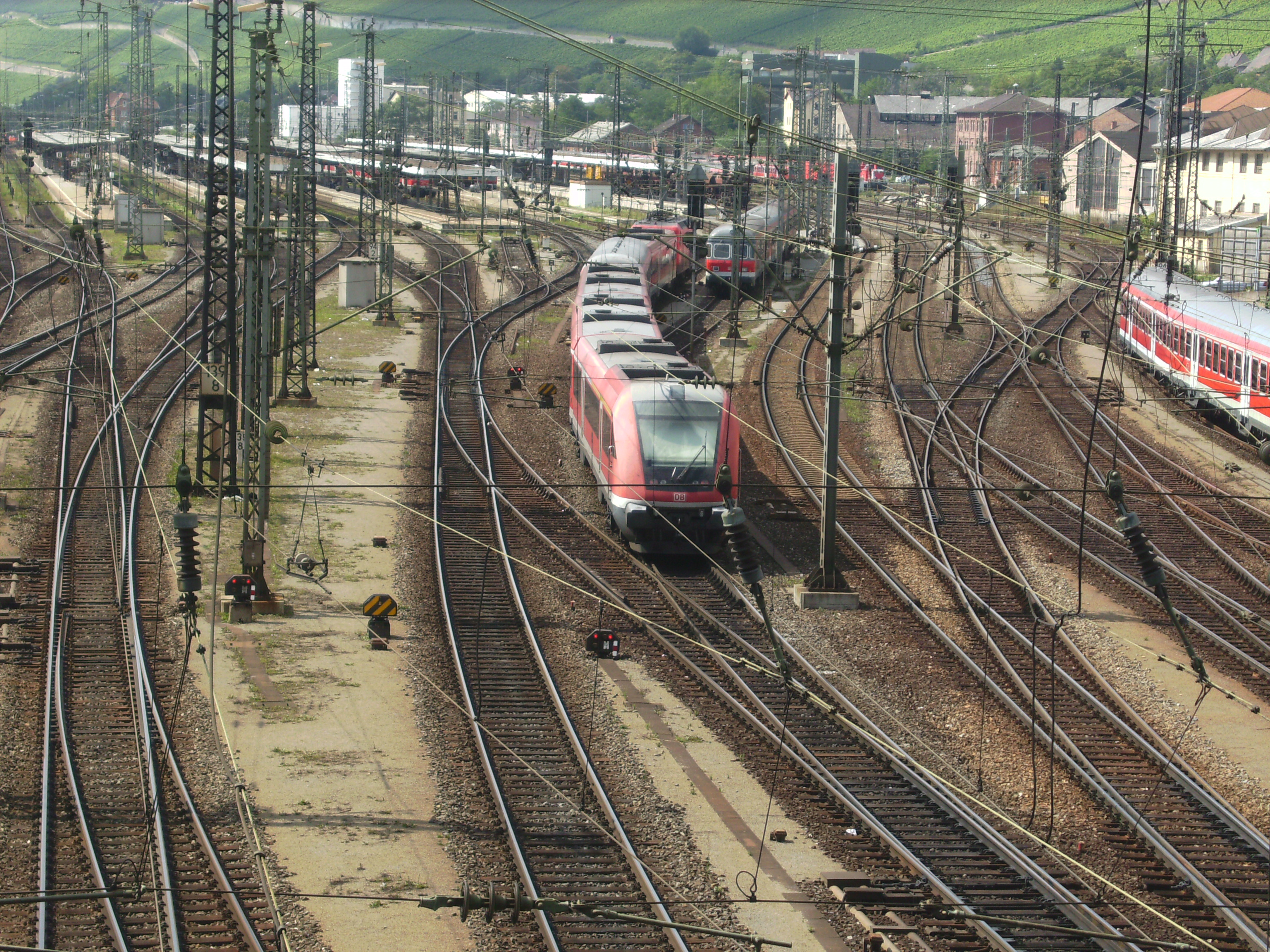
Ein Franken-Express fährt in den Würzburger Hauptbahnhof ein

Vor der Eingliederung in die Mainfrankenbahn wurden aus Modus-Wagen bestehende Wendezüge eingesetzt, die vorrangig mit Lokomotiven der Baureihe 111 und 112, z. T. auch 146 bespannt wurden. Seit dem Fahrplanwechsel 2010 kommen als Wagenmaterial ausschließlich Triebwagen der Baureihe 440 zum Einsatz.